# リチア雲母
- リチア雲母
- リシア雲母

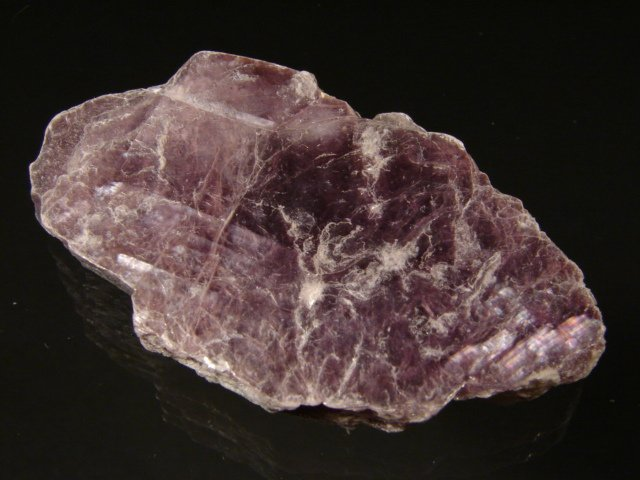
リチア雲母（ブラジル産）

リチア雲母（リチアうんも、英: lepidolite）は、リチウムを含む雲母。trilithionite（KLi1.5Al1.5AlSi3O10F2） と polylithionite（KLi2AlSi4O10F2）の間の系列名であり、独立種ではない。形状や色の様子から鱗雲母（りんうんも）あるいは紅雲母（べにうんも）ともいう。
ペグマタイトに産する。